# Dmitri Samoylov (cầu thủ bóng đá, sinh 1993)
Dmitri Alekseyevich Samoylov (tiếng Nga: Дмитрий Алексеевич Самойлов; sinh ngày 25 tháng 9 năm 1993) là một cầu thủ bóng đá người Nga thi đấu cho F.K. Shinnik Yaroslavl.

## Sự nghiệp câu lạc bộ
Anh có màn ra mắt tại Giải bóng đá chuyên nghiệp quốc gia Nga cho FC Energomash Belgorod vào ngày 20 tháng 7 năm 2015 trong trận đấu với F.K. Torpedo Moskva.